# Ефимов, Владислав Эдуардович
Владислав Эдуардович Ефимов (англ. Vladislav Efimov; род. 1964 году, в Москве) — российский фотограф и художник.

## Биография
В 1985 году окончил Московский Автомеханический Институт.
В 1987 году вместе с Алексеем Шульгиным, Ильей Пигановым, Сергеем Леонтьевым, Игорем Мухиным, Борисом Михайловым, Александром Слюсаревым, и др. входил в группу «Непосредственная фотография». 
Участвовал во многих международных проектах, таких как: «Московский Прорыв», Bargehouse, Лондон (2006), «A second side». Международная биеннале современного искусства IBCA Пражская Национальная Галерея, Прага (2005), «За красным горизонтом» Варшава-Москва, Уяздовский замок, Варшава, Государственный Центр современного искусства, Москва (2004—2005), «Семь грехов» Moderna Galerija Ljubljana, Любляна, Словения (2004), «Faster than History» Музей современного искусства Kiasma, Хельсинки и многих других.
Работает совместно с 1996 года с художником А. Чернышевым.
Совместные работы А. Чернышева и В.Ефимова приобретены многими музеями, в том числе Центром Жоржа Помпиду в Париже.

## Персональные выставки
- 1991 «Без названия». Центр современного искусства, Галерея «Школа», Москва
- 1993 «Мертвая природа». Галерея «Аркадия», Новое пространство, Одесса
- 1994 «Без названия». Центр современного искусства, Галерея СТудия 20, Москва
- 1994 «Таблицы». TV Галерея, Москва
- 1995 «Vladislav Efimov & Oleg Migas. Dis(krete). Moving Pictures, или Китайское кино». Галерея 1.0, Москва
- «Высокое». Галерея СТудия 20, Москва
- «Дыхание». TV Галерея, Москва
- 1996 «Гальвани». В соавторстве с А. Чернышевым. TV Галерея, Москва
- «Птицы». Галерея 21, Санкт-Петербург
- «Mechanicus». Galerie TRAPEZ, Берлин, Германия
- 1997 «12 месяцев». XL Галерея, Москва
- «Оригиналы». Галерея РОСИЗО, Москва
- «Opus Magnum». С А. Чернышевым. Ярмарка АРТ — МОСКВА, TV Галерея, Москва
- 1998 «Сияющие протезы» . С А. Чернышевым. TV Галерея, Москва
- 1999 «Музыка из реторт». Визуальный музыкальный перформанс. (В рамках музыкального фестиваля «Ихтиология»). С А. Чернышевым и А. Борисовым. Клуб «Дом», Москва
- «Воскресшие вещи». С Н. Котел. Галерея «Ротонда», Москва
- «Музыка из реторт». Визуальный музыкальный перформанс. (В рамках ежегодного фестиваля цифровой музыки «Electric Future»). С А. Чернышевым и группой «F.R.U.I.T.S.». ЦДХ, Москва
- 2000 «Генетическая гимнастика». С А. Чернышевым. Клуб «Дом», Москва
- 2001 «По ленинским местам». (В рамках проекта Юрия Аввакумова «24».) Московский дом фотографии, Москва[2]
- «Генетическая гимнастика 2». С А. Чернышевым. (В рамках 2-го фестиваля «Современное искусство в традиционном музее», ПроАрте.) Музей-квартира академика И.Павлова, С.-Петербург
- 2002 «I’ll be back». С А. Чернышевым. XL Галерея, Москва
- «Нирвана». С А. Чернышевым. Галерея «Улица О. Г. И.», Москва
- «Проект памятника Арнольду Шварценеггеру в роли Терминатора Т-800». Презентация проекта. С [А. Чернышевым. Forum Stadtpark, Грац, Австрия[3]
- «Без названия». Фотовыставка. Галерея «Улица О. Г. И.», Москва
- 2004 «Эхо эфира». С А. Чернышевым. (В рамках 4-го фестиваля «Современное искусство в традиционном музее», ПроАрте.) Центральный музей связи имени А. С. Попова, С.-Петербург
- «Препараты и пособия». С С. Денисовым. Мансарда ГЦСИ, Москва
- «Пузыри». С А. Чернышевым. XL Галерея, Москва[4]
- 2004 Скрининг видеоработ . С А. Чернышевым. Институт Современного Искусства (ICA), Лондон, Великобритания
- 2005 «Занимательная физика». С С. Денисовым. (В рамках 5-го фестиваля «Современное искусство в традиционном музее», ПроАрте.) Музей Блокады, С.-Петербург
- «КоМутация. С А. Чернышевым. Параллельная программа Первой Московской биеннале современного искусства, XL Галерея, Москва
- 2008 „НОВЫЙ ЛЕНИНГРАД“ Архитектура Ленинграда 1920—1930-х годов» Государственный центр современного искусства[5]
- 2008 «Где Вещи» Галерея «Победа»[6]

## Кураторский проект
- 2004 «Войнушка» Коллективный проект студентов института ПроАрте. С А. Чернышевым. (В рамках 4-го фестиваля «Современное искусство в традиционном музее», ПроАрте), Военно-Исторический музей артиллерии, инженерных войск и войск связи, С.-Петербург

## Призы
- 1995—1996 Грант Берлинской Академии Искусств
- 2001 Гран-при в области видео (совместно с А. Чернышевым). Фестиваль сверх-короткого фильма (ESF — 2001), Новосибирск
- 2004 Гран-при в области анимации (совместно с А. Чернышевым). Фестиваль сверх-короткого фильма (ESF — 2004), Новосибирск
- 2009 Лауреат Государственной премии «Инновация»

## Пресса
- Выставка фотографа Ефимова в РОСИЗО, Газета «Коммерсантъ» от 27.03.1997
- Владислав Ефимов, интервью на «ЭХО Москвы»
- Владислав Ефимов: «Смотрение в небо…»

## Личная жизнь
- Жена — Алиса Савицкая